# Трек Хаяші

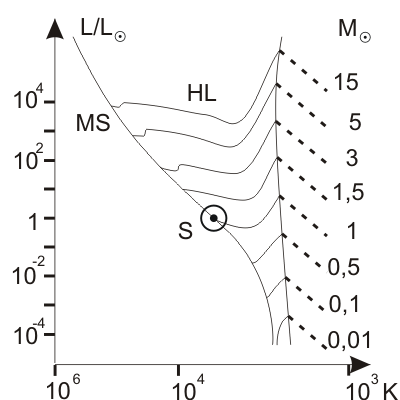

Трек Хаяші — майже вертикальний еволюційний трек зорі на діаграмі Герцшпрунга — Рассела, що проходить у напрямку до головної послідовності, коли протозоря перебуває в конвективному стані (повністю чи більшою частиною). Світність, спочатку дуже висока, при стисканні швидко зменшується, а температура поверхні залишається майже незмінною. 
Названо на честь японського астрофізика Тюсіро Хаяші.
Коли в зорі утворюється ядро з променистим перенесенням енергії (таке ядро утворюється лише у зір, маса яких перевищує 0,4 M☉), зоря змінює напрямок руху по діаграмі Герцшпрунга — Рассела: майже вертикальний трек Хаяші переходить у майже горизонтальний трек Хеньї.